# Юшково (Пустошкинский район)
Юшково — деревня в России, в Пустошкинском районе Псковской области. Входит в состав Щукинской волости.
Деревня расположена на реке Великой, западнее озера Большое Остриё, в 45 км к северу от города Пустошка.

## Население
| 2002 | 2010 |
| ---- | ---- |
| 38   | ↘18  |

Численность населения деревни по оценке на начало 2001 года составляла 48 жителей.